# Josef Molzer
Josef Maria Molzer (* 28. Februar 1906 in Wien-Floridsdorf; † 29. August 1987 in Wien-Hietzing) war ein österreichischer Fußballspieler und Fußballtrainer. Molzer war 1955 bzw. von 1956 bis 1958 Trainer der österreichischen Nationalmannschaft.

## Vereinskarriere
Molzer stammte aus dem Wiener Gemeindebezirk Floridsdorf und begann seine Fußballkarriere beim Bezirksklub SK Admira Wien, wo er 1925 sein erstes Spiel in der höchsten Spielklasse absolvierte. Seine Stammposition war die des Mittelstürmers, doch hatte er bei der Admira mit dem österreichischen Nationalspieler Johann Klima und dem aufstrebenden Karl Stoiber starke Konkurrenz und entschloss sich 1926, den Verein zu verlassen. Nach einem halben Jahr beim SK Rapid Wien, wo er es ebenfalls nur auf wenige Einsätze brachte, nahm er ein Angebot des FK Austria Wien an, wo er erstmals einen Stammplatz erobern konnte, allerdings nicht als Mittelstürmer (diese Position war durch Matthias Sindelar besetzt), sondern als rechter Verbinder.
Nach Ablauf dieser Saison wechselte er abermals den Verein und lief nun für den Floridsdorfer AC auf, wo er neben Karl Jiszda stürmte und schließlich auf dem rechten Flügel jene Position fand, der er fortan treu bleiben sollte. 1929 kehrte er zur Austria zurück, wo er die nächsten sieben Jahre spielen sollte. Mit den Violetten konnte er in diesem Zeitraum zweimal Cup-Sieger werden sowie einen internationalen Titel holen, als 1933 im Mitropacupfinale Ambrosiana Inter Mailand bezwungen werden konnte. Eine seiner herausragendsten Leistungen erbrachte Molzer im November 1934, als er mit der Austria auf einer Englandtournee den FC Liverpool 2:0 besiegen konnte und dabei beide Tore erzielte. 1936 verließ er schließlich den Verein und beendete nach zwei Jahren bei der Vienna seine Karriere. War er bei der Austria nicht mehr erste Wahl gewesen, so zeigte er bei den Blau-Gelben noch einmal sein Können und schoss beide Tore beim 2:0-Cupsieg gegen den Sport-Club 1937.

## Nationalmannschaft
Zu Molzers stärkster Zeit in den frühen 1930er Jahren war der Posten des rechten Flügelstürmers in der Nationalmannschaft durch Karl Zischek hochkarätig besetzt, sodass Molzer nur zu wenigen Chancen auf Einsätze kam. Nach acht Spielen für die Wiener Stadtauswahl durfte er im Juli 1932 beim 4:3 gegen Schweden sein Debüt geben, wobei ihm auch ein Tor gelang. Im Oktober desselben Jahres bestritt er sein zweites und letztes Länderspiel gegen Ungarn. Beide Einsätze Molzers fielen somit in die Zeit des Wunderteams.

## Trainerkarriere
Seine erste Trainerstation war der SK Sturm Graz, den er 1946 übernahm und wo er dreimal die steirische Landesliga gewinnen konnte. Der letzte dieser drei Titel berechtigte die Grazer zur erstmaligen Teilnahme an der höchsten österreichischen Spielklasse. Danach wechselte Molzer nach Deutschland, wo er ab dem Frühjahr 1950 Westfalia Herne sowie in der Saison 1951/52 den TSV 1860 München betreute.
Nach seiner Rückkehr nach Österreich war er zunächst Verbandstrainer in Tirol, ehe er für den ÖFB tätig wurde und als einer von mehreren Co-Trainern die Nationalmannschaft für die Weltmeisterschaft 1954 vorbereitete. 1955 war er als Bundestrainer unter dem neu bestellten Bundeskapitän Hans Kaulich gerade erst ein Spiel im Amt, als Kaulich aus gesundheitlichen Gründen sein Amt zurücklegte. Molzer wurde interimistisch für drei Spiele hauptverantwortlich für die Nationalmannschaft, ehe mit Karl Geyer ein neuer Bundeskapitän bestellt wurde und Molzer unter diesem wieder als Trainer arbeitete. Es war Molzer zwar der Posten des Bundeskapitäns angeboten worden, doch lehnte er dies ab. Seine Begründung war, dass ein Bundeskapitän nur dann fruchtbringende Arbeit leisten könne, wenn er neben den nötigen Vollmachten auch Zeit zur Verwirklichung seiner Pläne erhalten würde, doch er habe diese Zeit nicht erhalten.
 Als Geyer nach acht Monaten nach einer 2:3-Heimniederlage gegen Brasilien seinerseits zurücktrat, übertrug der ÖFB die Verantwortung einem Betreuerduo, bestehend aus Molzer und Josef Argauer.
Unter deren Leitung konnte sich die Nationalmannschaft, Dritter bei der Weltmeisterschaft von 1954, für das Turnier von 1958 in Schweden qualifizieren, wo das Team in eine Gruppe mit der Sowjetunion, die nach als neuen wissenschaftlichen Prinzipien spielend angekündigt wurde, Altmeister England und dem aufstrebenden Brasilien gelost wurde. Im Auftaktspiel gegen Brasilien gelang den österreichischen Stürmern trotz oft minutenlanger Sturmläufe bei 10:1 Ecken kein einziger Treffer und die Südamerikaner gewannen 3:0. Beim folgenden 0:2 gegen die UdSSR scheiterte der junge Hans Buzek beim Stand von 0:1 mit einem Elfmeter an der Torwartlegende Lew Jaschin. Im dritten Spiel gab es schließlich noch ein gefälliges 2:2 gegen England. Das Trainerduo wurde vor allem dafür kritisiert den zur Weltklasse gezählten Italienprofi Ernst Ocwirk nicht zum Turnier mitgenommen zu haben und im Spiel gegen die UdSSR auf Ernst Happel leichtfertig verzichtet zu haben. Beim österreichischen Team spielte auch Helmut Senekowitsch, mit dem als Trainer es bei der nächsten Weltmeisterschaftsteilnahme 20 Jahre später etwas mehr zu feiern gab.
Im Anschluss daran war Molzer noch Teil eines vierköpfigen Provisoriums, das für zwei weitere Spiele für das Nationalteam verantwortlich war.
1960 war er schließlich kurzzeitig Trainer der Vienna, wurde jedoch schon im September von Leopold Gernhardt abgelöst und blieb weiterhin im Verein als Sektionsleiter tätig.
Josef Molzer verstarb Ende August 1987 im Alter von 81 Jahren. Das Begräbnis fand am 9. September 1987 am Jedleseer Friedhof in Wien statt.

## Erfolge
- 1 × Mitropacup: 1933
- 3 × ÖFB-Cup: 1933, 1935, 1937
- 3 × Steirischer Landesmeister: 1947, 1948, 1949 (als Trainer)
- 3 × Steirischer Cupsieger: 1947, 1948, 1949 (als Trainer)
- 2 Spiele und ein Tor für die österreichische Fußballnationalmannschaft: 1932 (als Spieler)
- 29 Spiele für die österreichische Fußballnationalmannschaft: 1955–1958 (als Trainer)

## Erste Amtszeit von Teamchef Josef Molzer
Legende
- H = Heimspiel
- A = Auswärtsspiel
- * = Spiel auf neutralem Platz
- − = kein offizielles Länderspiel
- n. V. = nach Verlängerung
- WM = Weltmeisterschaft
- EM = Europameisterschaft
- grüne Hintergrundfarbe = Sieg Österreichs
- gelbe Hintergrundfarbe = Unentschieden
- rote Hintergrundfarbe = Niederlage

| Spiele | Siege | Remis | Niederlagen | Tore | TD |
| ------ | ----- | ----- | ----------- | ---- | -- |
| 3      | 1     | 1     | 1           | 6:8  | −2 |

| Nr. | Datum      | Ergebnis | Gegner     |   | Austragungsort | Anlass                | Bemerkung |
| --- | ---------- | -------- | ---------- | - | -------------- | --------------------- | --------- |
| 259 | 24.04.1955 | 2:2      | Ungarn     | H | Wien           | Europapokal 1955–1960 |           |
| 260 | 01.05.1955 | 3:2      | Schweiz    | A | Bern (SUI)     | Europapokal 1955–1960 |           |
| 261 | 19.05.1955 | 1:4      | Schottland | H | Wien           |                       |           |

## Zweite Amtszeit von Josef Molzer, gemeinsam mit Josef Argauer
| Spiele | Siege | Remis | Niederlagen | Tore  | TD  |
| ------ | ----- | ----- | ----------- | ----- | --- |
| 18     | 7     | 6     | 5           | 37:27 | +10 |

| Nr. | Datum      | Ergebnis | Gegner           |   | Austragungsort  | Anlass                | Bemerkung                                                         |
| --- | ---------- | -------- | ---------------- | - | --------------- | --------------------- | ----------------------------------------------------------------- |
| 267 | 02.05.1956 | 1:1      | Schottland       | A | Glasgow (SCO)   |                       |                                                                   |
| 268 | 17.06.1956 | 1:1      | Jugoslawien      | A | Zagreb (YUG)    | Europapokal 1955–1960 |                                                                   |
| 269 | 30.09.1956 | 7:0      | Luxemburg        | H | Wien            | WM 1958-Qualifikation | Erstes Länderspiel gegen Luxemburg                                |
| 270 | 14.10.1956 | 0:2      | Ungarn           | H | Wien            |                       |                                                                   |
| 271 | 09.12.1956 | 1:2      | Italien          | A | Genua (ITA)     | Europapokal 1955–1960 |                                                                   |
| −   | 24.02.1957 | 3:2      | Malta            | A | Gżira (MLT)     |                       | Erstes Länderspiel gegen Malta, kein offizielles Länderspiel      |
| 272 | 10.03.1957 | 2:3      | Deutschland      | H | Wien            |                       |                                                                   |
| 273 | 14.04.1957 | 4:0      | Schweiz          | H | Wien            | Europapokal 1955–1960 |                                                                   |
| 274 | 05.05.1957 | 1:0      | Schweden         | H | Wien            |                       |                                                                   |
| 275 | 26.05.1957 | 3:2      | Niederlande      | H | Wien            | WM 1958-Qualifikation |                                                                   |
| 276 | 15.09.1957 | 3:3      | Jugoslawien      | A | Belgrad (YUG)   |                       |                                                                   |
| 277 | 25.09.1957 | 1:1      | Niederlande      | A | Amsterdam (NED) | WM 1958-Qualifikation |                                                                   |
| 278 | 29.09.1957 | 3:0      | Luxemburg        | A | Luxemburg (LUX) | WM 1958-Qualifikation | Österreich qualifiziert sich zum vierten Mal für eine WM-Endrunde |
| 279 | 13.10.1957 | 2:2      | Tschechoslowakei | H | Wien            | Europapokal 1955–1960 |                                                                   |
| 280 | 23.03.1958 | 3:2      | Italien          | H | Wien            | Europapokal 1955–1960 | Österreich beendet den 6. Europapokal 1955–1960 auf dem 3. Rang   |
| 281 | 14.05.1958 | 3:1      | Irland           | H | Wien            |                       |                                                                   |
| 282 | 08.06.1958 | 0:3      | Brasilien        | * | Uddevalla (SWE) | WM 1958-Vorrunde      |                                                                   |
| 283 | 11.06.1958 | 0:2      | Sowjetunion      | * | Borås (SWE)     | WM 1958-Vorrunde      | Erstes Länderspiel gegen die Sowjetunion                          |
| 284 | 15.06.1958 | 2:2      | England          | * | Borås (SWE)     | WM 1958-Vorrunde      | Österreich beendet die WM auf dem 4. Vorrunden-Platz              |

## Dritte Amtszeit von Josef Molzer, gemeinsam mit Alfred Frey, Franz Putzendopler und Egon Selzer
| Spiele | Siege | Remis | Niederlagen | Tore | TD |
| ------ | ----- | ----- | ----------- | ---- | -- |
| 2      | 0     | 0     | 2           | 4:6  | −2 |

| Nr. | Datum      | Ergebnis | Gegner      |   | Austragungsort | Anlass | Bemerkung                                                      |
| --- | ---------- | -------- | ----------- | - | -------------- | ------ | -------------------------------------------------------------- |
| 285 | 14.09.1958 | 3:4      | Jugoslawien | H | Wien           |        | Erstes Länderspiel unter Frey, Putzendopler, Selzer und Molzer |
| 286 | 05.10.1958 | 1:2      | Frankreich  | H | Wien           |        | Letztes Spiel unter Frey, Putzendopler, Selzer und Molzer      |